# Erik Bisgaard
Erik Bisgaard (Silkeborg, Midtjylland, 25 de gener de 1890 – Buenos Aires, Argentina, 21 de juny de 1987) va ser un remer danès que va competir a començaments del segle xx.
El 1912 va prendre part en els Jocs Olímpics d'Estocolm, on guanyà la medalla de bronze en la competició del quatre amb timoner del programa de rem, formant equip amb Rasmus Frandsen, Mikael Simonsen, Poul Thymann i Ejgil Clemmensen.